# Americas Rugby Championship 2018
El Americas Rugby Championship de 2018 fue la octava edición del torneo de rugby y la tercera con formato similar al del Seis Naciones europeo. El inicio del torneo fue la contienda entre Canadá y Uruguay el 27 de enero en Vancouver, partido también válido para la clasificatoria americana para el mundial de Japón 2019.

## Equipos participantes
| Equipo                       | Entrenador       | Capitán/es                                           | Sedes                           | Sedes     | Sedes                 |
| Equipo                       | Entrenador       | Capitán/es                                           | Estadio                         | Capacidad | Ciudad                |
| ---------------------------- | ---------------- | ---------------------------------------------------- | ------------------------------- | --------- | --------------------- |
| Argentina (Argentina XV)     | Felipe Contepomi | Lautaro Bávaro Tomás de la Vega                      | Estadio 23 de Agosto            | 23 200    | San Salvador de Jujuy |
| Argentina (Argentina XV)     | Felipe Contepomi | Lautaro Bávaro Tomás de la Vega                      | Estadio Agustín Pichot          | 3500      | Ushuaia               |
| Brasil (Los Tupíes)          | Rodolfo Ambrosio | Yan Rosetti                                          | Estadio Pacaembú                | 37 730    | São Paulo             |
| Brasil (Los Tupíes)          | Rodolfo Ambrosio | Yan Rosetti                                          | Estadio Martins Pereira         | 15 317    | São José dos Campos   |
| Canadá (Los Canucks)         | Kingsley Jones   | Phil Mack                                            | Estadio BC Place                | 54 500    | Vancouver             |
| Canadá (Los Canucks)         | Kingsley Jones   | Phil Mack                                            | Westhills Stadium               | 1718      | Langford              |
| Chile (Los Cóndores)         | Mark Cross       | José Ignacio Larenas Javier Richard                  | Estadio Municipal de La Pintana | 6000      | Santiago              |
| Estados Unidos (Las Águilas) | Gary Gold        | Blaine Scully Nate Augspurger                        | StubHub Center                  | 27 000    | Carson                |
| Estados Unidos (Las Águilas) | Gary Gold        | Blaine Scully Nate Augspurger                        | Papa Murphy's Park              | 11 569    | Sacramento            |
| Estados Unidos (Las Águilas) | Gary Gold        | Blaine Scully Nate Augspurger                        | Titan Stadium                   | 10 000    | Fullerton             |
| Uruguay (Los Teros)          | Esteban Meneses  | Juan Manuel Gaminara Alejandro Nieto Andrés Vilaseca | Estadio Domingo Burgueño        | 22 000    | Maldonado             |
| Uruguay (Los Teros)          | Esteban Meneses  | Juan Manuel Gaminara Alejandro Nieto Andrés Vilaseca | Estadio Charrúa                 | 14 000    | Montevideo            |

## Posiciones
| Pos. | País           | Encuentros | Encuentros | Encuentros | Encuentros | Tantos  | Tantos    | Tantos     | Tries | Puntos Bonus | Puntos |
| Pos. | País           | jugados    | ganados    | empatados  | perdidos   | a favor | en contra | diferencia | Tries | Puntos Bonus | Puntos |
| --- | -------------- | ---------- | ---------- | ---------- | ---------- | ------- | --------- | ---------- | ----- | ------------ | ------ |
| 1 | Estados Unidos | 5          | 5          | 0          | 0          | 197     | 68        | + 129      | 28    | 4            | 24     |
| 2 | Argentina XV   | 5          | 4          | 0          | 1          | 169     | 69        | + 100      | 24    | 5            | 21     |
| 3 | Uruguay        | 5          | 3          | 0          | 2          | 168     | 157       | + 11       | 23    | 2            | 14     |
| 4 | Canadá         | 5          | 2          | 0          | 3          | 132     | 129       | + 3        | 18    | 3            | 11     |
| 5 | Brasil         | 5          | 1          | 0          | 4          | 63      | 159       | - 96       | 6     | 0            | 4      |
| 6 | Chile          | 5          | 0          | 0          | 5          | 71      | 218       | - 147      | 10    | 1            | 1      |
| Fuente: ARC2018 Archivado el 4 de marzo de 2018 en Wayback Machine. (actualizado al 3 de marzo de 2018) |                |            |            |            |            |         |           |            |       |              |        |

Nota: Se otorgan 4 puntos al equipo que gane un partido, 2 al que empate y 0 al que pierda
Puntos Bonus: 1 punto por convertir 4 tries o más en un partido (BO) y 1 al equipo que pierda por no más de 7 tantos de diferencia (BD).

## Resultados
Todos los horarios corresponden a la hora local.

### Primera fecha
Partido válido por la clasificación americana para la Copa Mundial Japón 2019
| 27 de enero, 17:10                                  | Canadá | BO 29 - 38 BO | Uruguay | Estadio BC Place, Vancouver                                                                                      | |
|                                                     | Tries: Evan Olmstead 17' D. T. H. van der Merwe 24' Try penal 46' Nick Blevins 71' Conversiones: (2/2) Connor Braid 19', 25' (0/1) Phil Mack Penales: (1/1) Connor Braid 22' | Reporte       | Tries: 1' Rodrigo Silva 30' Leandro Leivas 40' Santiago Arata 51' Ignacio Dotti 56' Rodrigo Capó Ortega Conversiones: 2', 31', 40', 52', 57' Felipe Berchesi (5/5) Penales: 75' Felipe Berchesi (1/5) | Asistencia: 16 132 espectadores Árbitro(s): Andrew Brace Juez de touch: Kurt Weaver Juez de touch: Derek Summers | Asistencia: 16 132 espectadores Árbitro(s): Andrew Brace Juez de touch: Kurt Weaver Juez de touch: Derek Summers |
| Primera vez que Uruguay derrota a Canadá en Canadá. | |               | | | |

| 3 de febrero, 15:10 | Chile                                                                                     | BD 14 - 16 | Brasil                                                                                                   | Estadio Municipal de La Pintana, Santiago                                                                              | |
|                     | Tries: Try penal 7' Nicolas Garafulic Schar 63' Conversiones: (1/1) Tomás Ianiszewski 64' | Reporte    | Try: 31' Jardel Vettorato Conversión: 32' Joshua Reeves (1/1) Penales: 16', 45', 61' Joshua Reeves (3/5) | Asistencia: 1500 espectadores Árbitro(s): Pablo Deluca Juez de touch: Tomás Fernández Juez de touch: Tomás Covarrubias | Asistencia: 1500 espectadores Árbitro(s): Pablo Deluca Juez de touch: Tomás Fernández Juez de touch: Tomás Covarrubias |

| 3 de febrero, 17:10 | Estados Unidos | 17 - 10 BD | Argentina XV | StubHub Center, Carson                                 |                                                        |
|                     | Try: · Tony Lamborn 59' · Conversión: · (0/1) Will Magie · Penales: · (2/3) Will Magie 16', 42' · (2/2) Will Hooley 70', 77' · Tarjetas: · Titi Lamositele 19' hasta 29' · Cam Dolan 37' hasta 47' | Reporte    | Try: · 38' Santiago Montagner · Conversión: · 39' Juan Cruz González (1/1) · Penales: · 23' Juan Cruz González (1/2) · Tarjetas: · Juan Cappiello 8' hasta 18' | Asistencia: 6500 espectadores Árbitro(s): Chris Assmus | Asistencia: 6500 espectadores Árbitro(s): Chris Assmus |

### Segunda fecha
| 9 de febrero, 20:10 | Brasil | 18 - 27 | Uruguay | Estadio Pacaembú, São Paulo                                |                                                            |
|                     | Tries: · Jacobus de Wet van Niekerk 10' · Felipe Sancery 35' · Conversiones: · (1/2) Joshua Reeves 11' · Penales: · (2/2) Joshua Reeves 23', 37' · Tarjeta: · Jardel Vettorato 38' hasta 48' | Reporte | Tries: 46' Germán Kessler 62' Diego Magno 70' Tomás Inciarte Conversiones: 47', 65', 70' Germán Albanell (3/3) Penales: 30', 80+1' Germán Albanell (2/2) | Asistencia: 3500 espectadores Árbitro(s): Federico Anselmi | Asistencia: 3500 espectadores Árbitro(s): Federico Anselmi |

| 10 de febrero, 17:40 | Argentina XV | BO 57 - 12 | Chile | Estadio Agustín Pichot, Ushuaia                         |                                                         |
|                      | Tries: Santiago Portillo 15' Try penal 34' Tomás Videla 35' Santiago Resino 46' Axel Zapata 51' Francisco Ferronato 56' Tomás Granella 64' Nicolás Sbrocco 71' Conversiones: (4/5) Juan Cruz González 15', 36', 52', 57' (2/2) Tomás Granella 65', 72' Penal: (1/1) Juan Cruz González 11' | Reporte    | Tries: · 28' Tomás Ianiszewski · 40' Ítalo Zunino · Conversiones: · 41' Tomás Ianiszewski (1/2) · Tarjetas: · 33' hasta 43' Javier Richard · 54' hasta 64' Benjamín Soto · 62' hasta 72' Lucca Avelli | Asistencia: 900 espectadores Árbitro(s): Joaquín Montes | Asistencia: 900 espectadores Árbitro(s): Joaquín Montes |

| 10 de febrero, 15:10 | Estados Unidos | BO 29 - 10 | Canadá                                                                                    | Papa Murphy's Park, Sacramento                               |                                                              |
|                      | Tries: · Nate Augspurger 7' · Ryan Matyas 17', 72' · Hanco Germishuys 52' · Conversiones: · (3/3) Will Magie 8', 18', 53' · (0/1) Will Hooley · Penales: · (1/3) Will Hooley 64' · Tarjeta: · Cam Dolan 63' hasta 73' | Reporte    | Try: 22' Pat Parfrey Conversión: 23' Brock Staller (1/1) Penales: 43' Brock Staller (1/2) | Asistencia: 2500 espectadores Árbitro(s): Francisco González | Asistencia: 2500 espectadores Árbitro(s): Francisco González |

### Tercera fecha
| 17 de febrero, 15:00 | Estados Unidos | BO 45 - 13 | Chile | Titan Stadium, Fullerton (California)                  |                                                        |
|                      | Tries: Nate Augspurger 3' Dylan Audsley 20', 43' Bryce Campbell 45' Mike Te'o 51' Malon Al-Jiboori 63' Paul Lasike 78' Conversiones: (4/6) Will Magie 43', 45', 52', 64' (1/1) Benjamín Cima 79' | Reporte    | Tries: 48' Tomás Dussaillant 73' Ítalo Zunino Conversiones: Tomás Ianiszewski (0/2) Penales: 27' Tomás Ianiszewski (1/2) | Asistencia: 2000 espectadores Árbitro(s): Chris Assmus | Asistencia: 2000 espectadores Árbitro(s): Chris Assmus |

| 17 de febrero, 21:15 | Uruguay | 17 - 34 BO | Argentina XV | Estadio D. Burgueño Miguel, Maldonado                      |                                                            |
|                      | Tries: · Juan Manuel Cat 7', 12' · Nicolás Freitas 47' · Conversiones: · (1/3) Germán Albanell 8' · Penal: · (0/1) Germán Albanell · Tarjetas: · Mateo Sanguinetti 20' hasta 30' · Andrés Vilaseca 41' hasta 51' | Reporte    | Tries: · 23' Juan Cruz González · 32' Francisco Ferronato · 51' Germán Schulz · 62' Rodrigo Etchart · 72' Lucas Mensa · Conversiones: · 33' Juan Cruz González (1/2) · Lucas Mensa (0/1) · 63', 73' Juan Cruz Mallía (2/2) · Penal: · 36' Juan Cruz González (1/2) · Tarjetas: · 41' hasta 51' Diego Galetto | Asistencia: 4000 espectadores Árbitro(s): Henrique Platais | Asistencia: 4000 espectadores Árbitro(s): Henrique Platais |

| 17 de febrero, 18:30 | Canadá | BO 45 - 5 | Brasil | Westhills Stadium, Langford                           |                                                       |
|                      | Tries: Luke Campbell 2' Cole Davis 8' Djustice Sears-Duru 29' D. T. H. van der Merwe 39' Ray Barkwill 46' Doug Fraser 60' Giuseppe du Toit 76' Conversiones: (5/7) Shane O'Leary 4', 9', 30', 61', 77' Penales: (0/2) Shane O'Leary | Reporte   | Try: · 80' Jacobus de Wet van Niekerk · Conversión: · Joshua Reeves (0/1) · Tarjeta: · 56' Gabriel Paganini | Asistencia: 1500 espectadores Árbitro(s): Kurt Weaver | Asistencia: 1500 espectadores Árbitro(s): Kurt Weaver |

### Cuarta fecha
| 24 de febrero, 15:10 | Chile | 15 - 67 BO | Uruguay | Estadio Municipal de La Pintana, Santiago                  |                                                            |
|                      | Tries: · Nikola Bursic 40' · Matías Balbontín 45' · Conversiones: · (0/1) Tomás Ianiszewski · (1/1) José Tomás Baraona 46' · Penales: · (1/2) Tomás Ianiszewski 10' · Tarjetas: · Matías Balbontín 21', 56' · Francisco de la Fuente 64' hasta 74' | Reporte    | Tries: 19', 52', 69' Manuel Diana 25' Leandro Leivas 31', 47' Federico Favaro 48' Andrés de León 64' Gastón Mieres 73' Manuel Blengio Conversiones: 20', 26', 32', 53' Germán Albanell (4/5) 59' Federico Favaro (1/1) 65', 70', 74' Andrés de León (3/3) Penales: 14', 21' Germán Albanell (2/2) | Asistencia: 1200 espectadores Árbitro(s): Henrique Platais | Asistencia: 1200 espectadores Árbitro(s): Henrique Platais |

| 24 de febrero, 17:40 | Brasil | 16 - 45 BO | Estados Unidos | Estadio Martins Pereira, São José dos Campos                 |                                                              |
|                      | Try: · Moisés Duque 34' · Conversión: · (1/1) Josh Reeves 35' · Penales: · (3/4) Josh Reeves 8', 59', 63' · Tarjetas: · Stefano Giantorno 53' hasta 63' · Diego López 66' hasta 76' · Jardel Vettorato 68' hasta 78' | Reporte    | Tries: · 4' Mike Te'o · 11' Huluholo Mo'ungaloa · 19' Bryce Campbell · 28', 73' Hanco Germishuys · 67' Tony Lamborn · 71' Paul Lasike · Conversiones: · 12', 20', 29' Will Magie (3/4) · 68', 74' Ben Cima (2/3) · Tarjeta: · Nick Civetta 58' hasta 68' | Asistencia: 1061 espectadores Árbitro(s): Francisco González | Asistencia: 1061 espectadores Árbitro(s): Francisco González |

| 24 de febrero, 20:10 | Argentina XV | BO 40 - 15 | Canadá | Estadio 23 de Agosto, Jujuy                              |                                                          |
|                      | Tries: Lucas Mensa 14' Santiago Álvarez 24' Santiago Resino 27', 45' Santiago Montagner 48' Gastón Arias 76' Conversiones: (4/5) Juan Cruz Mallía 25', 28', 46', 49' (1/1) Juan Cruz González 77' | Reporte    | Tries: 31' Ray Barkwill 56' Phil Mack Conversiones: 57' Brock Staller (1/2) Penales: 11' Brock Staller (1/2) | Asistencia: 7500 espectadores Árbitro(s): Joaquín Montes | Asistencia: 7500 espectadores Árbitro(s): Joaquín Montes |

### Quinta fecha
| 3 de marzo, 13:10                                                           | Chile | 17 - 33 BO | Canadá | Estadio Municipal de La Pintana, Santiago              |                                                        |
|                                                                             | Tries: Mauricio Urrutia 71' Alfonso Escobar 75' Conversiones: (2/2) Tomás Ianiszewski 72', 76' Penal: (1/1) Tomás Ianiszewski 13' | Reporte    | Tries: · 9' Kainoa Lloyd · 25' Lucas Rumball · 39' Kyle Baillie · 67' Cole Davis · Conversiones: · 26', 40' Gordon McRorie (2/4) · Penales: · 2', 44', 77' Gordon McRorie (3/3) · Tarjetas: · 44' hasta 54' Nick Blevins · 60' hasta 70' Luke Campbell | Asistencia: 1000 espectadores Árbitro(s): Pablo Deluca | Asistencia: 1000 espectadores Árbitro(s): Pablo Deluca |
| Noah Barker y Josh Thiel (ambos de Canadá) hicieron su debut internacional. | |            | |                                                        |                                                        |

| 3 de marzo, 15:40 | Uruguay | 19 - 61 BO | Estados Unidos | Estadio Charrúa, Montevideo                                |                                                            |
|                   | Tries: · Santiago Arata 44' · Juan Manuel Cat 51' · Gastón Mieres 70' · Conversiones: · (2/3) Germán Albanell 45', 52' · Tarjetas: · Santiago Arata 26' hasta 36' · Carlos Pombo 64' hasta 74' | Reporte    | Tries: 5' Tony Lamborn 7', 42' Mike Te'o 22' Dylan Fawsitt 26' Try penal 29' Nate Augspurger 37' Hanco Germishuys 55' Josh Whippy 74' Psalm Wooching Conversiones: 6', 8', 23', 30', 43', 56' Will Magie (6/7) 75' Benjamin Cima (1/1) | Asistencia: 2500 espectadores Árbitro(s): Federico Anselmi | Asistencia: 2500 espectadores Árbitro(s): Federico Anselmi |

| 3 de marzo, 18:10 | Brasil                                                                                                   | 8 - 28 BO | Argentina XV | Estadio Martins Pereira, São José dos Campos                 |                                                              |
|                   | Try: · Mauricio Canterle 39' · Penal: · (1/1) Joshua Reeves 22' · Tarjeta: · Matheus Rocha 76' hasta 80' | Reporte   | Tries: · 19' Axel Zapata · 37' Felipe Ezcurra · 45' Jerónimo Ureta · 51'Santiago Resino · Conversiones: · 20', 38', 46', 52' Juan Cruz González (4/4) · Tarjeta: · 35' Benjamín Espinal | Asistencia: 1193 espectadores Árbitro(s): Francisco González | Asistencia: 1193 espectadores Árbitro(s): Francisco González |

| Bandera de Estados Unidos |
| Campeón Estados Unidos    |
| Segundo título            |